# Финкель, Файвуш
Фа́йвуш Фи́нкель (англ. Fyvush Finkel, идиш פֿײַוויש פֿינקעל‎; 9 октября 1922, Нью-Йорк — 14 августа, 2016, Нью-Йорк) — американский актёр. Один из легендарных актёров театра на идише, также снимался в кино и на телевидении. Лауреат премий «Эмми» и Obie.

## Ранние годы
Родился в еврейской семье в Браунсвилле, Бруклин, Нью-Йорк, и был третьим из четырёх сыновей портного Гарри Финкеля, эмигранта из Варшавы, и домохозяйки Марии, уроженки Минска. При рождении его назвали Филип Финкель, но позже в качестве сценического псевдонима взял имя «Файвуш» (вариант собственного имени на идише).

## Карьера

### Театр
В возрасте 9 лет дебютировал на сцене, после чего почти 35 лет играл в спектаклях различных манхэттэнских театров на идише на Второй авеню, главным образом в водевилях, а также выступал в жанре стендап на еврейских курортах штата Нью-Йорк. В 2008 году Финкель рассказывал: 

Я играл детей, пока в 14—15 у меня не начал ломаться голос. Поэтому я решил научиться торговле и отправился в профессиональную школу в Нью-Йорке. Я учился на скорняка, но я так никогда и не работал по специальности. Как только я окончил школу, то поступил в еврейский театр в Питтсбурге, где играл в течение 38 недель, и там я действительно, как взрослый человек, немного научился своему ремеслу 
.
Активно работал в театре на идише вплоть до начала 1960-х годов, пока евреи не начали уезжать из своих обычных районов проживания. Затем в 1965 году состоялся его артистический дебют на Бродвее в мюзикле «Скрипач на крыше», где он предстал в образе Мордхе, который играл до 2 июля 1972 года. В 1981 году в этом же спектакле сыграл мясника Лейзера-Вольфа, а позже и главную роль, Тевье-молочника, в течение несколько лет исполняя её во время гастролей по стране.
Следующей работой актёра стал мистер Мушник в офф-бродвейском мюзикле «Маленький магазинчик ужасов». В 1988 году исполнил в рамках шекспировского фестиваля роль Сэма в классической еврейской пьесе Кафе «Корона», получив за неё премию Obie и номинацию на «Драма Деск».

### Кино и телевидение
Дебютировал в кино в снятой на идише комедийной ленте Monticello, Here We Come (1950, в кинотеатрах США демонстрировался с английскими субтитрами). Появился в 1977 году в одном из эпизодов сериал Коджак, а в 1985 —— в мини-сериале Evergreen. На следующий год сыграл в комедийном детективе Не в своей тарелке. Тогда же исполнил роль соперника Робина Уильямса в телеверсии романа Сола Беллоу «Захвати день» и экранизации Нила Саймона «Воспоминания о Брайтон-Бич». Сыграл юриста в ленте Сидни Люмета «Вопросы и ответы» (1990), после чего был приглашён на роль государственного защитника Дугласа Уэмбо в сериале «Застава фехтовальщиков» (1992—1996), за которую в 1994 году он получил премию «Эмми» и номинацию на «Золотой глобус». Также с 1998 по 1999 годы играл турагента в фантастическом сериале «Остров фантазий».
Также снимался в сериалах «Закон и порядок» «Завтра наступит сегодня» и «Закон Хэрри» и викторине «Проще Простого». Озвучил самого себя в роли клоуна Красти в «Симпсонах» (эпизод Lisa’s Sax) и его голосом говорит один из персонажей мультсериала «ААА! Настоящие монстры». Также снялся в фильмах «Гангстеры» (1991), «Консьерж» (1993), «Никсон» (1995) и в роли диббука в ленте братьев Коэн «Серьёзный человек» (2009).
Также был задействован в таких постановках, как Fyvush Finkel: From Second Avenue to Broadway (1997) и Новый Иерусалим (2007, по исторической драме Дэвида Ива).

## Личная жизнь
В марте 1947 года он женился на Труди Либерман, с которой прожил вплоть до её смерти в 2008 году. В браке родилось два сына: Ян, аранжировщик музыки, и Эллиот, пианист.